# IC 289
IC 289 – mgławica planetarna położona w gwiazdozbiorze Kasjopei w odległości około 4200 lat świetlnych od Ziemi.

## Nazwa i odkrycie
Mgławica została skatalogowana w Index Catalogue of Nebulae and Clusters of Stars pod numerem 289, mgławica nie ma nazwy potocznej.
Obiekt został odkryty przez Lewisa Swifta 2 września 1888 roku.

## Charakterystyka
Mgławica położona w jest kierunku gwiazdozbioru Kasjopei, jej odległość od Ziemi szacowana jest na 4200 lat świetlnych. Rozmiary kątowe mgławicy wynoszą około 45" x 35".